# Ян Бодуен де Куртене
Ян Нечѝслав Игна̀ци Бодуен де Куртене (на полски: Jan Niecisław Ignacy Baudouin de Courtenay) е виден полски и руски езиковед, славист, спечелил световна слава с лингвистичните си трудове и по-специално с теорията си за фонемите.

## Биография
Ян Бодуен де Куртене е роден на 1 март 1845 година в полското градче Радзимин. Негов далечен предшественик е бил френски аристократ, който се заселва в Полша. Ян Бодуен де Куртене е поляк по рождение, но по-голямата част от живота си прекарва в Русия, където основава две известни лингвистични школи – Казанската и Петербургската. Учи във Варшава, Прага, Йена и Берлин. В периода 1874 – 1883 година работи в Казанския университет, а след това става преподавател в Тартуския университет, където работи от 1883 до 1893 година. Последователно преподава в Ягелонския университет (1893 – 1900), в Санктпетербургския университет (1900 – 1918) и във Варшавския университет (от 1918).
Видният български езиковед Стефан Младенов е първият лингвист от България, който директно се повлиява от идеите на Ян Бодуен де Куртене.